# Vamberk (stacja kolejowa)
Vamberk – stacja kolejowa w miejscowości Vamberk, w kraju hradeckim, w Czechach. Znajduje się na wysokości 300 m n.p.m.
Jest zarządzana przez Správę železnic. Na stacji istnieje możliwości zakupu biletów i rezerwacji miejsc.

## Linie kolejowe
- 023 Doudleby nad Orlicí - Rokytnice v Orlických horách